# Kneipenterroristen
Die Kneipenterroristen wurden als Coverband der Böhsen Onkelz gegründet und sind heute eine eigenständige Band. Gegründet wurde sie 1998 von Jörn Rüter (Gesang) und Rohbert „Goofy“ Wegner (Bass). Ursprünglich saß am Schlagzeug Kristian K., der aber später durch Karsten Kreppert ersetzt wurde. An der Gitarre gab es auch einen Wechsel. Der Ursprungsgitarrist Lars Ramke hatte so viel mit seiner Band Stormwarrior zu tun, dass er von Martin Christian abgelöst werden musste.
Später entschied man sich, mit Günny Kruse zusätzlich einen 2. Gitarristen in die Band zu holen. 2023 erfolgte dann der gesundheitlich bedingte Wechsel am Bass: Dirk Seifert-Dölves ersetzt Rohbert Wegner.

## Mitglieder

Kneipenterroristen live auf dem Metal Frenzy 2018 in Gardelegen
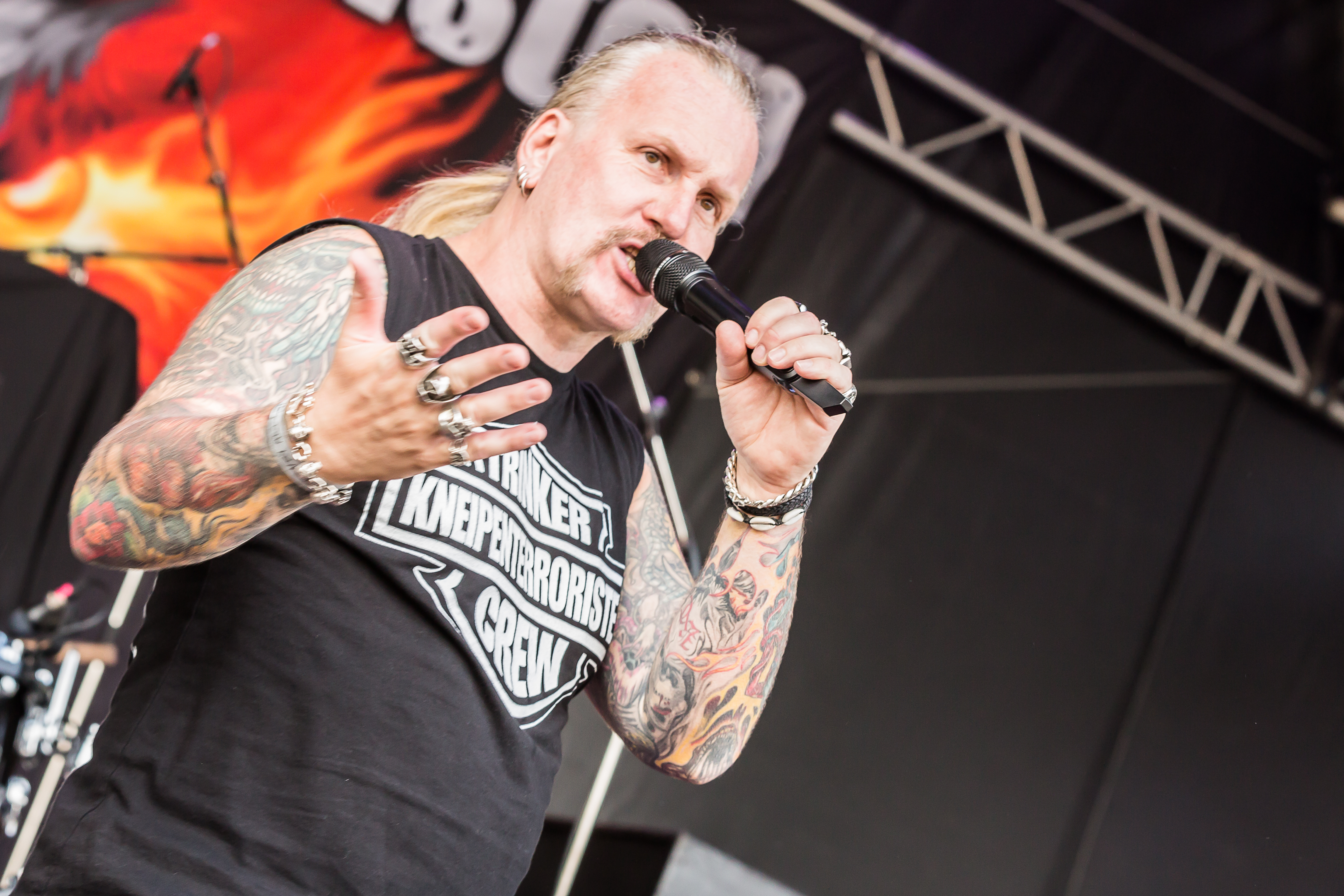
Sänger Jörn Rüter
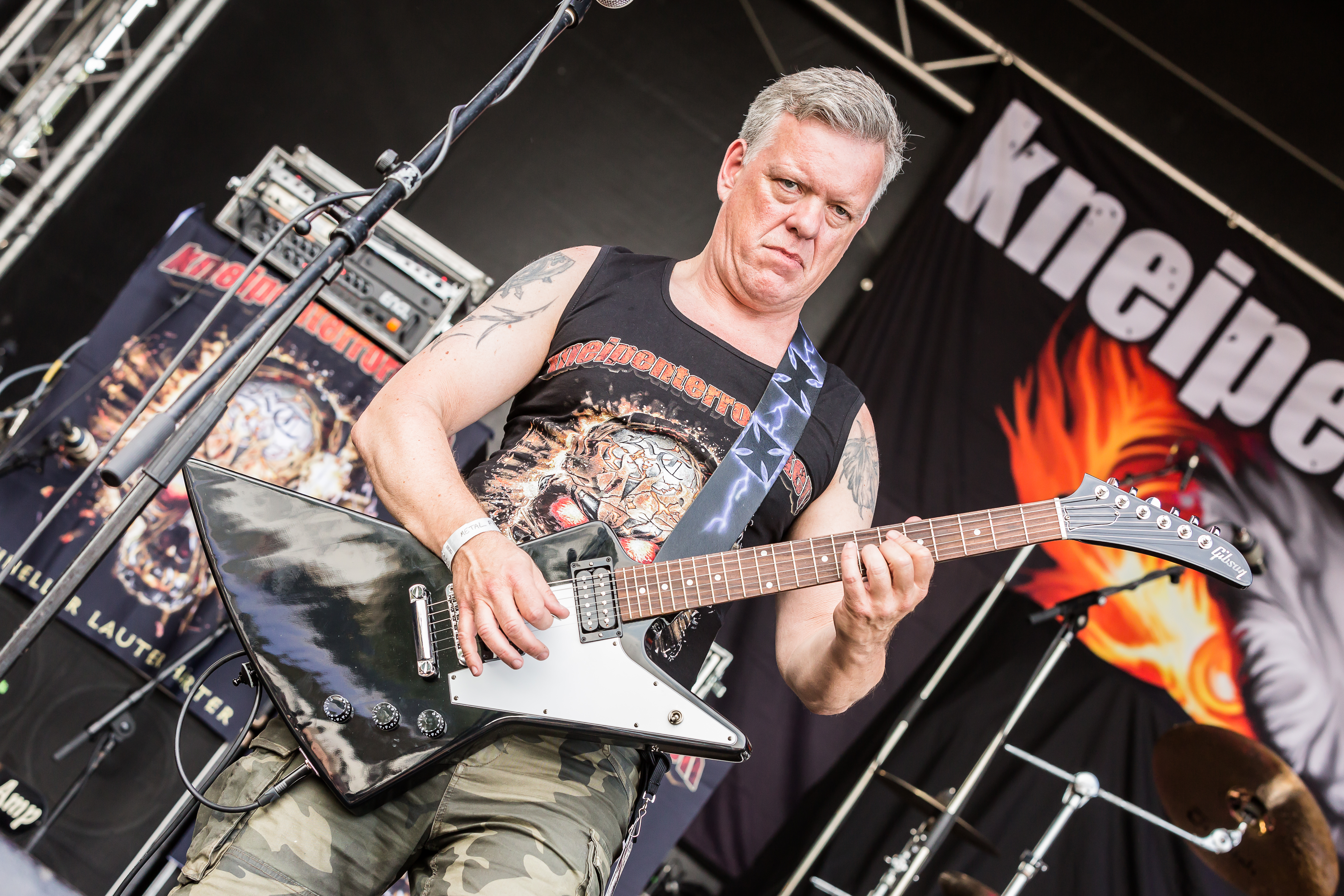
Gitarrist Martin Christian
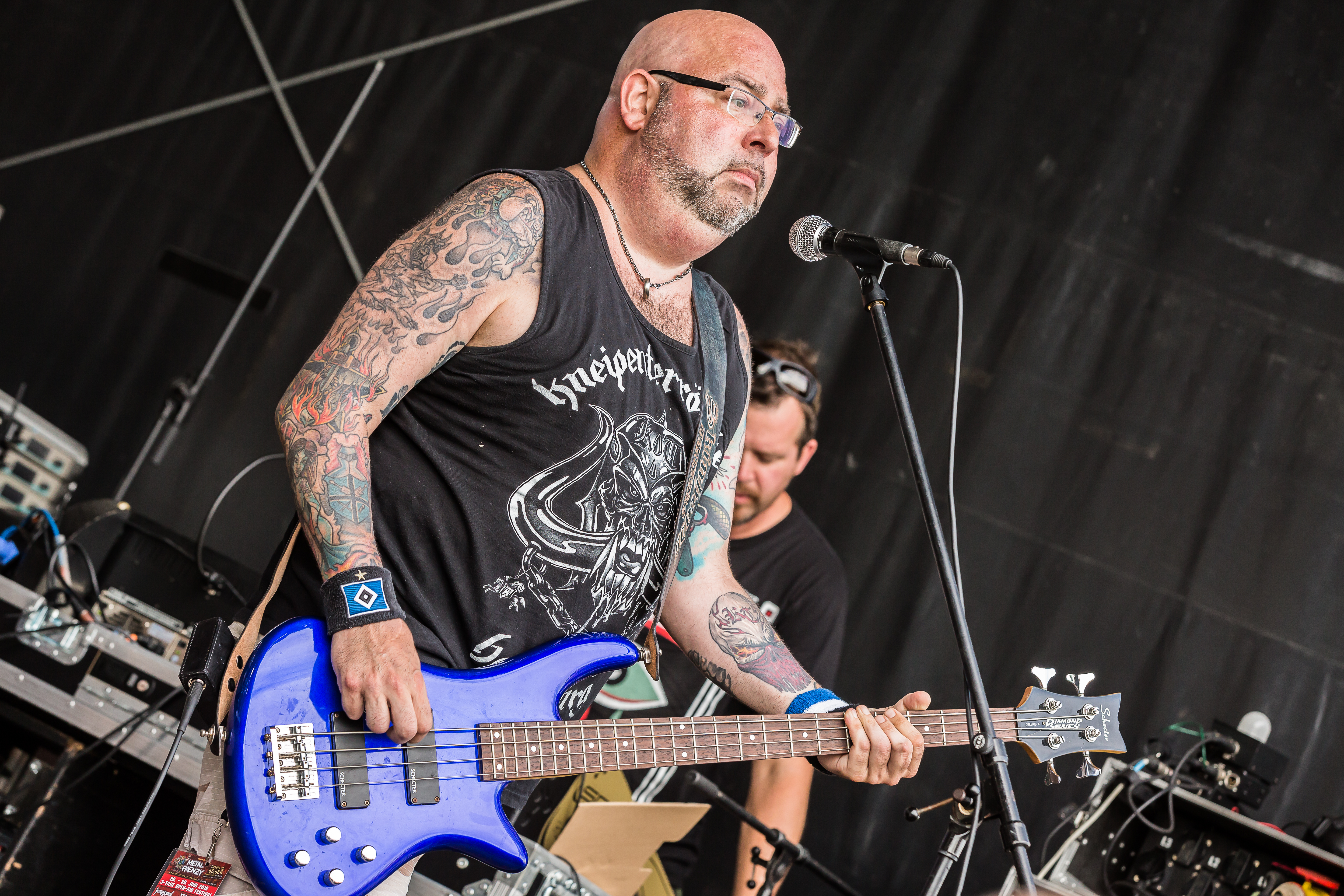
Bassist Rohbert Wegner
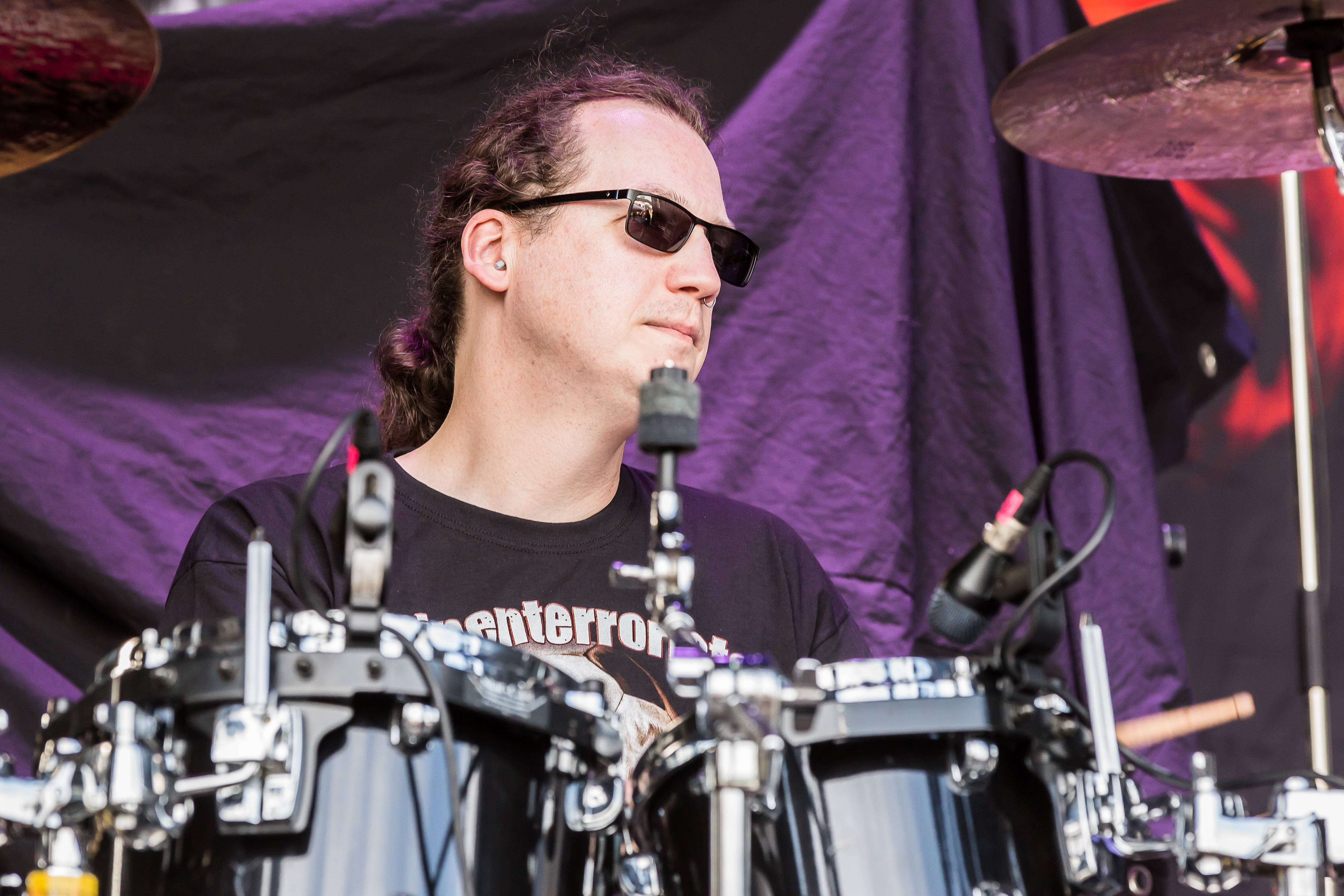
Schlagzeuger Chris Gripp

- Jörn Rüter (Gesang): weitere Bands: Torment, Motörment (Motörhead-Coverband)[1]
- Martin Christian (Gitarre): weitere Band: Paragon
- Günny Kruse (Gitarre): weitere Bands: Metal Worx, Ex-Rapid Angel, Ex-Powerslave, Ex-Black Hawk, Ex-Paragon
- Dirk Seifert-Dölves (Bass): weitere Bands: Rapid Angel, Metal Worx, Ex-Tragedian, Ex-Paragon
- Rohbert Wegner (Ex-Bass): weitere Band: Oi-Schnupfen
- Chris Gripp (Ex-Schlagzeug): weitere Bands: Powerslave, Motörment, Torment, Rapid Angel, Ex-Paragon

## Diskografie

### Alben
- Böhse Onkelz Tribute live in Hamburg, veröffentlicht als Einzel- und Doppel-CD bei Rude Records
- Härter als der Rest (2007), veröffentlicht bei Rude Records
- Die Ersten werden die Letzten sein (2008), veröffentlicht bei Rude Records
- Das jüngste Gericht (2011), veröffentlicht bei Rude Records
- 2012 (wird unser Jahr) (2012), veröffentlicht bei Rude Records
- Lebenslang (2014), veröffentlicht bei Rude Records
- Wenn Weltmeister reisen (2016), veröffentlicht bei Rude Records
- Laut, Lauter, Lemmy (2016), veröffentlicht bei Rude Records
- Schneller, lauter, härter (2017), veröffentlicht bei Rude Records
- Moskau (2018), veröffentlicht bei Rude Records
- Alte Schule (2019), veröffentlicht bei Rude Records
- Alte Schule – Alte Tage – neu vertont (2019), veröffentlicht bei Rude Records
- Wembley wir kommen! (2021), veröffentlicht bei Rude Records
- Hart – Zart – Unverzerrt (2022), veröffentlicht bei Rude Records
- Infiziert (2023), veröffentlicht bei Rude Records

### Mini-CD
- Hamburg, wir steh’n zu dir (2007), veröffentlicht bei Rude Records
- Sommermärchen (2008), veröffentlicht bei Rude Records
- Wir fahr’n ans Kap (2010), veröffentlicht bei Rude Records
- Das dreckige Dutzend (2011), veröffentlicht bei Rude Records
- 2012 (wird unser Jahr) (2012), veröffentlicht bei Rude Records
- Prost! (2013), veröffentlicht bei Rude Records
- Die Zeit heilt nicht alle Wunden (2014), veröffentlicht bei Rude Records
- Endlich Voll…Jährig (2017), veröffentlicht bei Rude Records
- Hamburg (mein Zuhaus) (2017), veröffentlicht bei Rude Records

### Videoalben
- Streitsucher live (2007), veröffentlicht bei Rude Records
- Unsere Welt live und laut!! (2010), veröffentlicht bei Rude Records
- 15 JAHRE (2018), veröffentlicht bei Rude Records

### Sampler
- The Revivalry – A Tribute to Running Wild (2005), veröffentlicht bei Remedy Records
- Remedy Records Promo Sampler Vol. 3 (2005), veröffentlicht bei Remedy Records
- Kneipenterroristen vs. V8 Wixxers – Gegensätze ziehen sich an (2009), veröffentlicht bei Remedy Records